# 70 (tal)

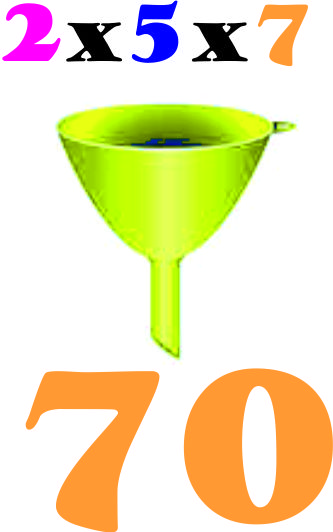
70 är ett sfeniskt tal, dvs. ett tal som bildas av tre unika primtalsfaktorer.

70 (sjuttio (fil)) är det naturliga talet som följer 69 och som följs av 71.
- Hexadecimala talsystemet: 46
- Binärt: 1000110
- Delbarhet: 1, 2, 5, 7, 10, 14, 35 och 70.
- Primfaktorisering: 2 · 5 · 7
- Antal delare: 8
- Summan av delarna: 144

## Inom matematiken
- 70 är ett jämnt tal.
- 70 är ett pentagontal
- 70 är ett tridekagontal
- 70 är ett ymnigt tal
- 70 är ett primitivt ymnigt tal
- 70 är ett aritmetiskt tal
- 70 är ett övernaturligt tal
- 70 är ett pentatoptal
- 70 är ett sfeniskt tal

## Inom vetenskapen
- Ytterbium, atomnummer 70
- 70 Panopaea, en asteroid
- M70, klotformig stjärnhop i Skytten, Messiers katalog